# Farbror Vattenmelon
Farbror Vattenmelon och hans vänner är en dockfilmsserie som visades i SVT:s humorprogram Varan-TV. Huvudperson var farbror Vattenmelon. Andra viktiga karaktärer var tant Morot, farbror Rutten Banan[källa behövs], farbror Överkokt Blomkål, fröken Aubergine, Snuskpelle och Pi.
Varje avsnitt påbörjades som ett vanligt barnprogram, men urartade då det övergick till att handla om exempelvis syfilis, otrohet och blottare.
Farbror Överkokt Blomkål är ett blomkålshuvud som talar bred skånska och är synnerligen pervers - han har en lång arm med en hand, som han använder för att känna på de andra karaktärerna. Hans favorit är fröken Aubergine, men i brist på henne kan han stå ut även med tant Morot och farbror Vattenmelon också.